# 棕边鳞毛蕨
棕边鳞毛蕨（学名：Dryopteris sacrosancta）为鳞毛蕨科鳞毛蕨属下的一个种。